# Léon Level

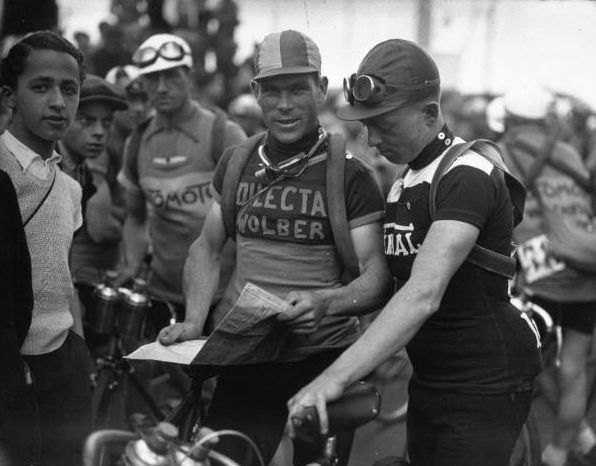
André Godinat und Léon Level (1934)

Léon Level (* 12. Juli 1920 in Hédouville; † 26. März 1949 in Paris) war ein französischer Radrennfahrer.

## Sportliche Laufbahn
Er war von 1933 bis 1949 Berufsfahrer, immer in französischen Radsportteams. 1938 startete er in der Deutschland-Rundfahrt für das deutsche Radsportteam Adler. 1934 wurde er beim Sieg von Ludwig Geyer Zweiter der Tour de Suisse. 1935 konnte er vier Erfolge in Straßenrennen erringen, darunter einen Etappensieg in der Tour de Suisse. Er gewann zudem das Rennen Trophée des Grimpeurs. 1936 gewann er die 9. Etappe der Tour de France und wurde Zehnter im Gesamtklassement. In der Marokko-Rundfahrt 1937 konnte er einen Tageserfolg für sich verbuchen. Ein Etappensieg gelang Level ebenfalls in der Deutschland-Rundfahrt 1938.
Die Tour de France fuhr er dreimal. 1933 belegte er den 7. Rang, 1934 wurde er 21. und 1936 beendete er die Rundfahrt auf dem 10. Platz. 1935 wurde er 24. im Giro d’Italia.
Léon Level fuhr nach dem Zweiten Weltkrieg auch Steherrennen. Während eines Steherrennens auf der Radrennbahn Parc des Princes hinter dem Schrittmacher Ernest Pasquier löste sich das Antriebsband der Stehermaschine. Dabei stürzte Level und erlitt einen Schädelbruch und starb kurz danach.